# 東海プロレス
JWA東海プロレス（ジェイ・ダブリュー・エー・とうかいプロレス）は、東海地方を中心に活動している社会人プロレス団体。設立当初の団体名はJWA東海（ジェイ・ダブリュー・エー・とうかい）。

## 歴史
1991年、愛知県名古屋市に脇海道弘一が設立。6月18日、露橋スポーツセンターで旗揚げ戦を開催。所属選手とスタッフはプロレスを本職とせず、他に仕事を持ちながら参加する団体であるため、設立当初はアマチュアプロレス団体だったが2000年から社会人プロレス団体として活動している。
社会人選手の手作りプロレスというクリーンなイメージが受けて、地元テレビ局や一般マスコミで取り上げられる機会も多い。1994年1月、NHK教育テレビの番組「ソリトン 野望山馳参寺!」で特集されて放送された。
団体名”JWA”の起源は、1978年8月20日、日本テレビと読売テレビの交互番組「11PM」で行われたスタジオマッチ「アマチュアプロレス日本一決定戦」に、同番組の出演者である藤本義一の立ち合いの下、ビッグ赤平と大阪のファイター藤本のライバル対決が実現したことに始まる。結果はファイター藤本が勝利。ファイター藤本とビッグ赤平がアマチュアプロレス全国統一機構「JWA（ジェー・ダブリュー・エー、ジャパン・レスリング・アソシエーション）」を結成。最盛期にはJWA関東、JWA関西、JWA盛岡、JWA浜松、JWA東海が熱戦を繰り広げていた。
設立当初は予算的な都合でリングを使わずレスリングのマットを使用。赤と青のコーナーにバレーボールなどの試合で使われる審判台を立て、その上から飛び技を出していた。1995年、リングを導入して試合を行う。2002年、道場を愛知県名古屋市南区に開設。2003年、愛知県津島市莪原町に道場を移転。
2006年6月25日、露橋スポーツセンターで旗揚げ15周年記念大会を開催。しかし、試合会場を撤収して脇海道弘一が道場に戻ると、所属選手12人とレフェリー、リングアナウンサーが揃って退団を表明。彼らはDEPの設立に当たり引き抜きをかけられていた。次回興行で脇海道は観客に騒動を報告し謝罪が行われた。脇海道は当時について「大勢の仲間に突然裏切られたショックはとてつもなく大きく、現場の仕切りもノイローゼのような感じでなんとかこなしているという状態だった」とJWA東海プロレスの「20年史」に記している。所属選手の退団はこれ以降も収まらず、数人の所属選手がJWA東海プロレスからDEPに移籍していった。当然のことながら現在でもDEPとは絶縁状態が続いている。
2018年9月30日、みちのくプロレスのザ・グレート・サスケのオマージュレスラーであるザ・ニンジャが本人と夢の共演を果たし本家公認レスラーとなった。
2019年に、道場内にて「プロレス図書館」を開業。これまで脇海道が収集してきた2千冊もののプロレス雑誌が閲覧できる。
2024年3月31日、29年間続けてきた日本ガイシホール（名古屋市南区）での定期大会が終幕。今後は道場内にて不定期開催となる。
4月28日、脇海道vs超大物と題して道場マッチを開催。当日会場に現れたのはウルティモ・ドラゴンだった。

## タイトル
- JWA東海王座

1. リキ石川
2. スタンガン高村
3. 豊田仁史
4. シュガーウエイブヤス
5. ブラックアスカ
6. 新名洋一
7. ブラックアスカ
8. 新名洋一
9. 中村健介
10. 野崎王我
11. 豊田博
12. コスモ☆ソルジャー

## 所属選手
- 脇海道弘一
- ブラックにゃん太郎
- 豊田博
- 豊浦雄基
- 秋田直人
- "サスケ公認"ザ・ニンジャ

## スタッフ

### レフェリー
- 山崎剛

### リングアナウンサー
- 藤本琢磨

### その他
- 船橋貴充

## 歴代所属選手
- 中村伸能（現：ドラゴン・キッド）
- 平英夫（現：スペル・タイラ）
- 柴山貴哉
- 小杉研太
- 正岡大介
- 今井輝雄（現：チャールズ今井）
- 久保田康裕（現：ヤス久保田）
- 久保田英裕（現：ヒデ久保田）
- 長谷川貴志
- 戸川将司
- 犬塚貴司
- 岡田鋭士
- 豊臣太郎
- 長瀬博之
- 中村健介
- 新名洋一
- 山田靖師
- 佐々木督
- 神谷龍
- 高木茂
- 山本翼
- リュウカワダ
- ブラックアスカ